# Parque nacional Mochima
El Parque Nacional Mochima es un parque nacional que se encuentra entre los estados Sucre y Anzoátegui en el oriente de Venezuela. Fue declarado como tal el 19 de diciembre de 1973. Las ciudades más cercanas, son el área metropolitana 
de Barcelona (Vía aérea más frecuente de visitar) o la ciudad de Cumaná.

## Datos geográficos

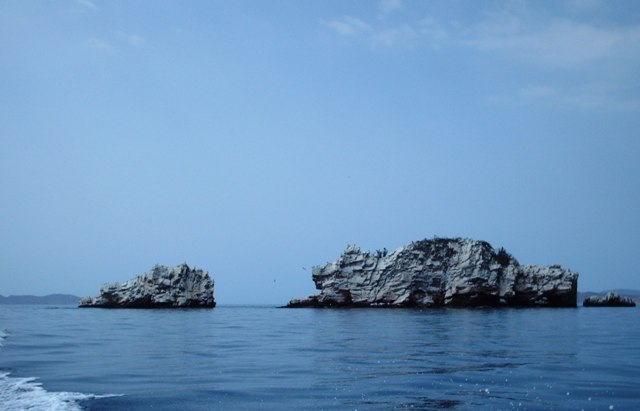
Islotes el Ratón (izquierda) y el Gato (derecha).

El parque nacional Mochima está ubicado entre las latitudes 10°9'50″ y 10°26'0″ Norte y las longitudes 64°13'20″ y 64°47'32″ Oeste entre las ciudades de Puerto La Cruz, Guanta y Cumaná. Cuenta con una superficie de 94 935 hectáreas, de las cuales un 52% es superficie marina. 
Está constituido por un grupo de islas que contienen escenarios de bahías, acantilados, golfos, costas de aguas profundas, playas de arena blanca, arrecifes de coral, islas e islotes y ensenadas, así como también, de zonas montañosas de frondosa cobertura vegetal.

### Clima
El clima del parque nacional Mochima es semiárido. El clima es costero con temperaturas que oscilan entre 22°C y 28 °C, y tiene dos estaciones:
- Una estación seca que se extiende desde enero a mayo, con un promedio de lluvias de 3,5 mm/mes.
- Una estación lluviosa entre junio y diciembre, con un promedio de lluvias de 60-70 mm/mes.Pueblo de Mochima.

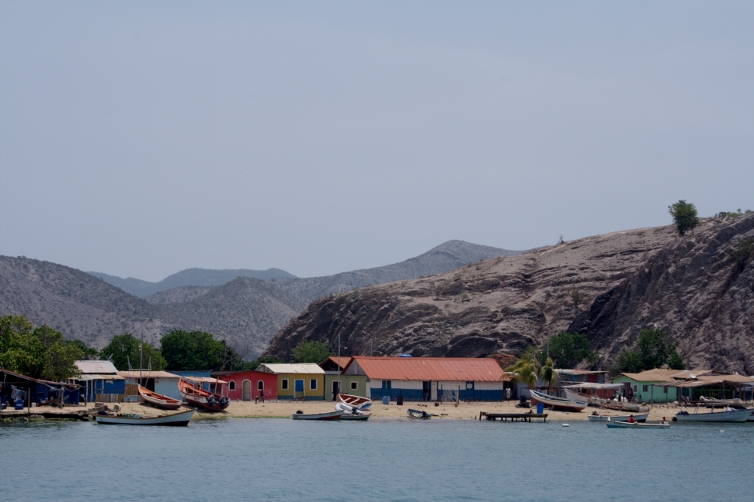
Pueblo de Mochima.

### Flora
En el parque existe una variada de vegetación, en donde predominan cactus, arbustos, helechos y orquídeas encontrándose árboles de mayor tamaño en la zona más alta del parque.

### Fauna
La fauna es también muy rica en especies: Predominan las aves, las tortugas marinas y otros reptiles tales como iguanas, lagartos negros, serpientes, además de una gran diversidad de peces. Los mamíferos más destacables por su importancia son: el delfín común, ballena arenquera, venado caramerudo, cachicamos, lapas, conejos, jaguares, zorros y monos capuchinos. Se pueden observar aves como gaviotas, pelícanos, paraulatas, palomas, guacharacas  y conotos.

## Islas
Dentro del Área del parque se encuentran diversos grupos de islas entre las que se destacan:

### Anzoátegui
- Islas  Picudas: Picuda Grande, Picuda Chica, Quirica, Cachicamo, Isla de Plata, Isla de Monos, Tigüitigüe.

### Sucre
- Islas Caracas: Caracas del Este, Caracas del Oeste.

- Isla Los Venados
- Islas Arapo
- Isla Larga
- Isla Redonda
- Isla Santa Ana

## Turismo
El parque nacional Mochima es idóneo para los deportes acuáticos tales como el submarinismo y el velerismo gracias a sus aguas cálidas del Mar Caribe.
Además existen una gran cantidad de playas con acceso por carretera como Playa Arapito y Playa Colorada, además de playas en las islas como Playa Las Maritas, Playa Blanca, Playa Cautaro, a las cuales se puede llegar desde distintos embarcaderos:
- Dos en Puerto La Cruz: El Espigón y el del Paseo Colón.
- Dos en Guanta: Pamatacualito y Valle Seco.
- Cuatro en Lechería: Maremares, Punta Palma, Plaza Mayor y Caribbean Mall.
- Uno en Mochima